# Voie d'Antonin
 (avril 2024).
La Voie des Helviens, dite aussi Voie d’Antonin, puisque bornée sous le règne d'Antonin le Pieux en 145, longe le Rhône sur la rive droite. Elle complète la Via Agrippa, qui le longe sur la rive gauche.

## La via de la rive droite du Rhône
Cette route faisait communiquer Valentia (Valence) avec Nemausus (Nîmes) via Alba, capitale des Helviens. Le terme Voie des Helviens fait référence à la section située sur le territoire des Helviens, entre Baix et Barjac. Cette section d'environ 74 kilomètres est la seule qui a été bornée. En effet, le bornage a été réalisé et financé par les Helviens sur la partie traversant leur territoire, ce que n'ont pas fait les Segovellaunes (au nord) et les Volques arécomiques (au sud). Sur environ cinquante bornes milliaires que comptait la voie des Helviens, douze sont parvenues jusqu'à nous et six autres sont connues des historiens.

La borne milliaire trouvée le plus au nord était située sur la commune de Cruas. Son emplacement d'origine n'est plus connu, mais on le situe près de la limite avec la commune de Baix, sur laquelle devait se situer la limite nord-est du territoire des Helviens, peut-être au confluent du Rhône et de la Payre.

La borne milliaire trouvée le plus au sud était située sur la commune de Barjac, 2 km au nord du village. Elle montre que la frontière entre les Helviens et les Volques arécomiques était située un peu plus au sud que l'actuelle limite entre l'Ardèche et le Gard. Cette borne milliaire est conservée au Musée archéologique de Nîmes.

Le tracé de la voie était le suivant :

* Partie Nord de
Valence à Baix:

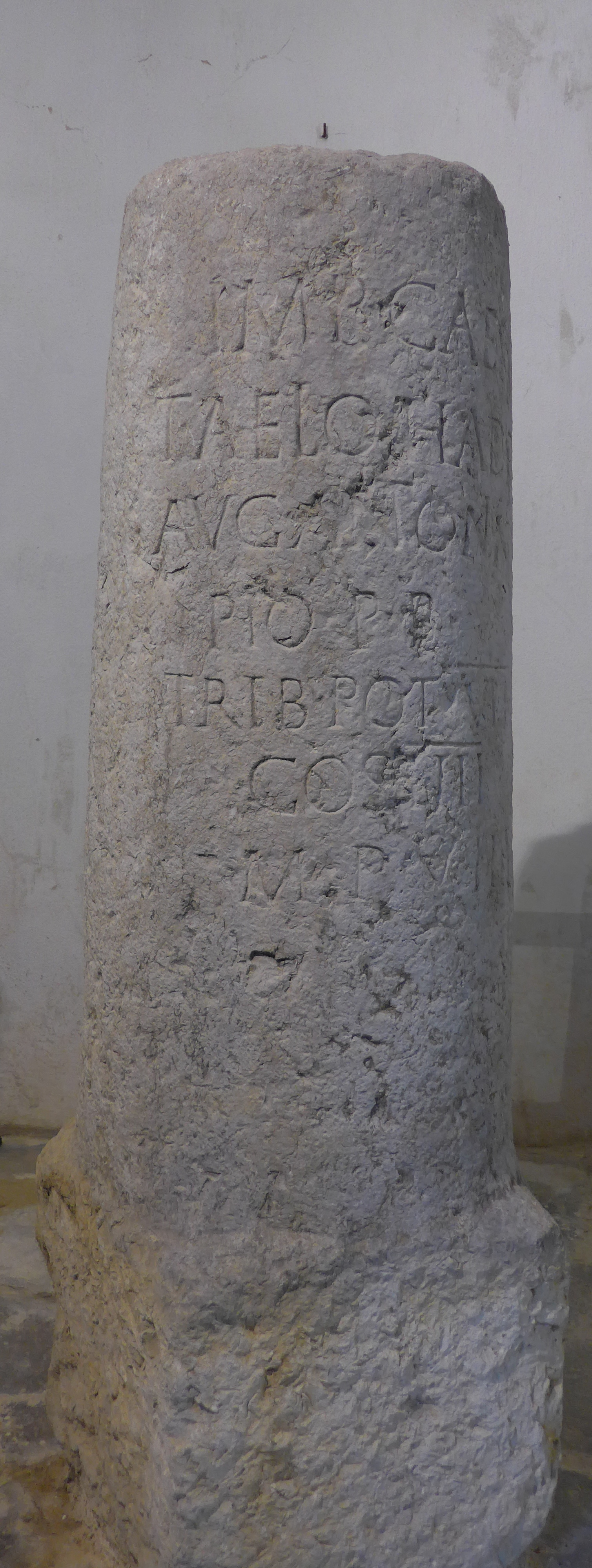
Borne de Rochemaure.

Valence et Granges étaient relié par un pont en bois.
De Granges à Beauchastel la voie longe le Rhône.
A Beauchastel il faut franchir l'Eyrieux, pas possible quand les eaux sont hautes. A 9 km en amont, au lieu dit "Pontpierre" [https://www.ledauphine.com/culture-loisirs/2021/08/08/le-coin-fraicheur-la-plage-de-pontpierre-petit-coin-de-paradis-a-saint-fortunat-sur-eyrieux], on prenait un pont a une voûte , détruit par une crue en 1679, [https://www.expemag.com/carnet/mon-stevenson-en-bikepacking/2] et continuait par la Serre et Rompon a Baix (Blanc p. 78, [https://www.persee.fr/doc/galia_0016-4119_1966_num_24_1_2438]))
De Baix à Alba : la voie longe la vallée du Rhône en rive droite par Cruas, Meysse, Rochemaure et Le Teil, où a été trouvé la Borne milliaire de Mélas. Elle bifurque alors vers l'ouest en remontant la vallée du Frayol et longe le plateau du Coiron pour rejoindre Alba.

* Partie centrale d'Alba à Saint-Germain : la voie longe le Coiron en remontant la vallée de l'Escoutay, traverse le Claduègne à Saint-Jean-le-Centenier, continue vers l'ouest et atteint la crête de la coulée volcanique de Coste Raste. Elle bifurque alors vers le sud pour rejoindre la vallée de l'Auzon qu'elle traverse par un pont dont il reste des ruines. À Saint-Germain se trouvait l'embranchement avec la Voie du Massif-Central qui remontait vers le territoire des Vellaves par Aubenas.

* Partie sud de Saint-Germain à Barjac : la voie emprunte la vallée de l'Auzon par Sauveplantade et rejoint la vallée de l'Ardèche à Saint-Maurice-d'Ardèche. Elle traverse Pradons et Ruoms par un tracé très proche de l'actuelle D579. En aval, la voie prend un tracé direct par la Grande Loubière et traverse l'Ardèche par le gué de Chauvieux, situé un kilomètre en amont du pont de Vallon-Pont-d'Arc. Elle passe à l'ouest de Salavas où des ruines des églises avec reprise de pierre tombale dans les murs des eglises et un oratoire premier vestige trouvé sont visibles au lieu-dit Le Gleizasse(les églises). Elle descend vers le sud par le Monastier où se trouvent également des ruines gallo-romaines puis monastère. Elle rejoint l'actuelle D579 un kilomètre au nord de Vagnas. Son tracé rectiligne a été repris par la route actuelle jusqu'à Barjac. on trouve des bornes milliaire à Salavas(2) et à Vagnas.